# Four Good Days
Four Good Days ist ein US-amerikanisches Filmdrama aus dem Jahr 2020. Rodrigo García war für Regie, Drehbuch und neben Anderen für die Produktion des Films verantwortlich. Der Film basiert auf einer wahren Geschichte die der Washington-Post-Autor Eli Saslow im Artikel How’s Amanda? A Story of Truth, Lies and an American Addiction veröffentlichte.
Seine Erstaufführung hatte der Film bei dem Sundance Film Festival 2020 und wurde bei der Oscarverleihung 2022 in der Kategorie „Bester Song“ für das Lied Somehow You Do nominiert.

## Handlung
Die Handlung des Films basiert auf einer wahren Geschichte des Washington-Post-Schreibers Eli Saslow, der für seine Arbeit bereits mit dem Pulitzer-Preis ausgezeichnet wurde.
Die 31-Jährige Molly, die sich in einem heftigen Kampf mit ihrer Heroinsucht befindet, fleht ihre Mutter Deb an, sie dabei zu unterstützen ihr Leben wieder in den Griff zu bekommen.
Trotz vieler Enttäuschungen und gescheiterten Versuchen, sich von ihrer Drogensucht zu entziehen, geht Deb auf die Bitte ein und will ihre Tochter ein letztes Mal dabei unterstützen, ihr Leben wieder in geordnete Bahnen zu lenken.

## Synchronisation
Die deutschsprachige Synchronisation entstand bei der Iyuno Germany nach einem Dialogbuch von Ina Kämpfe, die auch die Dialogregie übernahm.
| Schauspieler    | Rolle            | Deutsche Synchronisation |
| --------------- | ---------------- | ------------------------ |
| Glenn Close     | Deb              | Kerstin Sanders-Dornseif |
| Mila Kunis      | Molly            | Anja Stadlober           |
| Stephen Root    | Chris            | Sven Briger              |
| Carla Gallo     | Ashley           | Marieke Oeffinger        |
| Audrey Lynn     | Chloe            | Cheyenne-Safayatou Ali   |
| Nicholas Oteri  | Corey            | Theodor Genschow         |
| Carlos Lacamara | Dr. Ortiz        | Johannes Berenz          |
| Chad Lindberg   | Eric             | Michael Ernst            |
| Joshua Leonard  | Sean             | Arne Stephan             |
| Sam Hennings    | Dale             | Stefan Bräuler           |
| Michael Hyatt   | Lisa             | Harriet Kracht           |
| Rebecca Field   | Coach Miller     | Natascha Petz            |
| Nina Millin     | Krankenschwester | Susanne Geier            |

## Musik
Edward „Ed“ Shearmur war verantwortlich für die musikalische Gestaltung des Films. Die von Diane Warren, für den Film geschriebene und von Reba McEntire gesungene Ballade Somehow You Do wurde bei der Oscarverleihung 2022 in der Kategorie Bester Song nominiert.

## Rezeption
Auf der Filmkritikwebsite Rotten Tomatoes wurde der Film von 80 Kritikern durchschnittlich mit 55 % bewertet. Die Seite fasst die Kritik mit dem Satz „Four Good Days hat Probleme dabei die tragische Geschichte, auf welcher der Film basiert, authentisch zu vermitteln und verliert sich in einem faden Melodrama“. Die etwa 100 Nutzer der Seite vergeben eine Bewertung von 81 %.
In der IMDb erreicht der Film eine Wertung von 6,5/10.